# Zweistrang-Bändselknoten
Der Zweistrang-Bändselknoten ist eine Schlinge in der Knotenkunde.

## Anwendung
Der Zweistrang-Bändselknoten bildet eine Schlinge und dient u. a. zum schnellen Einbinden einer Kausch zum Schutz der Leine am Schäkel oder an der Kette gegen Durchscheuern. Wichtig ist, dass die Größe der Kausch zum Seildurchmesser passt. Das Seil soll die Kausch gut ausfüllen.

## Knüpfen
Der Zweistrang-Bändselknoten ist ein dreifacher Überhandknoten um das feste Ende, beziehungsweise ein „halber dreifacher Spierenstich“ als Schlinge.

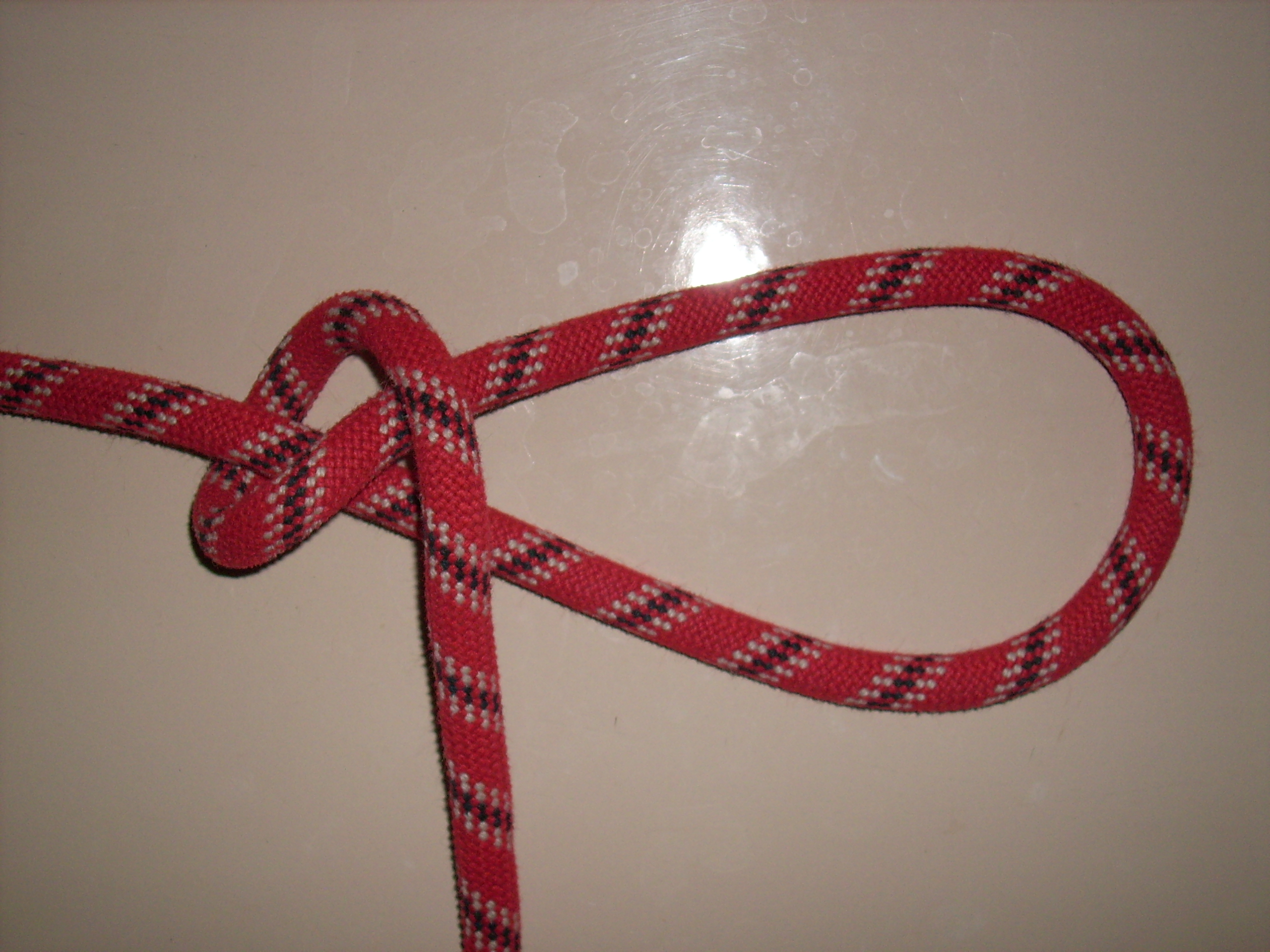
Erster Törn
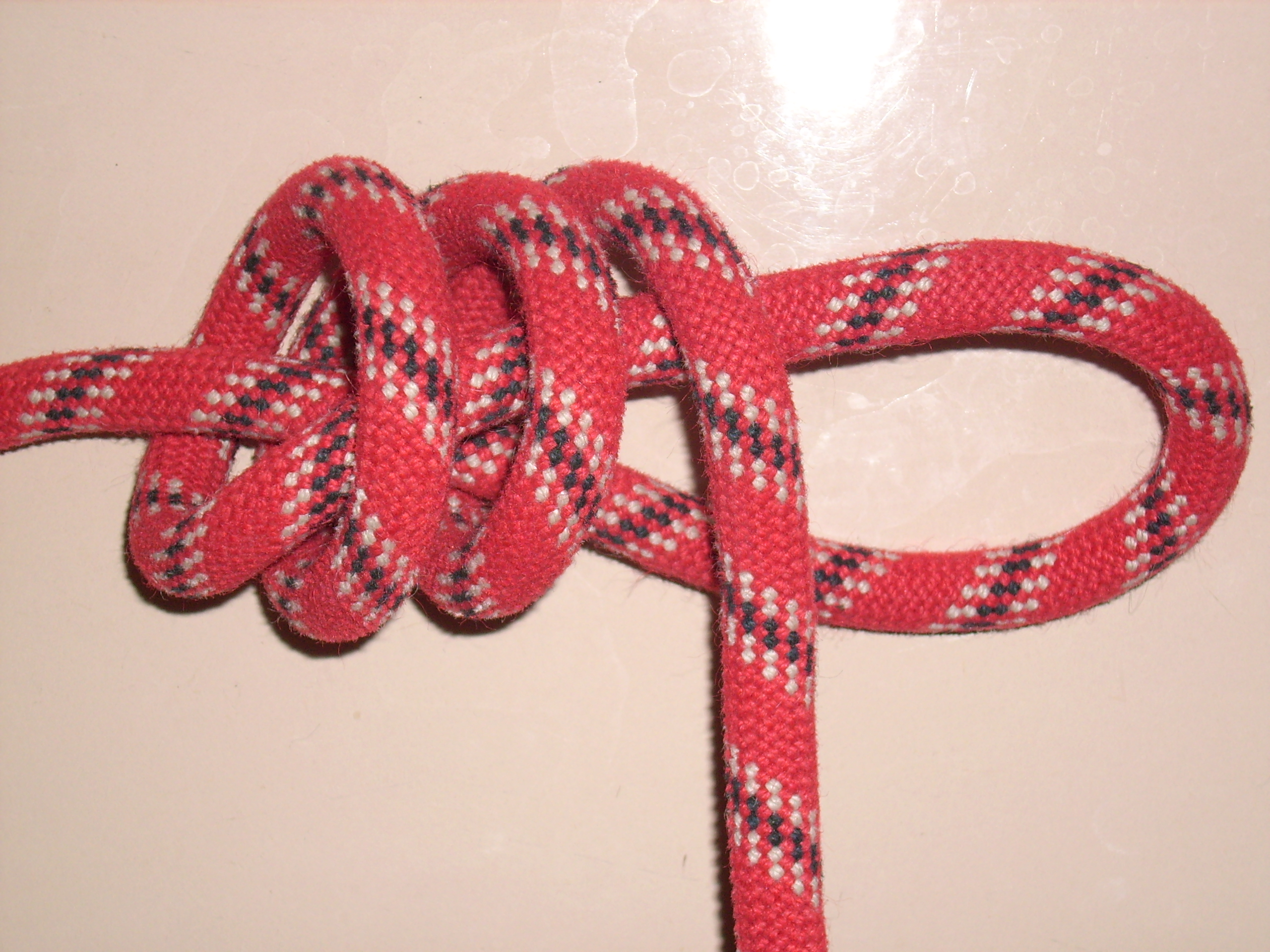
Zweiter und dritter Törn
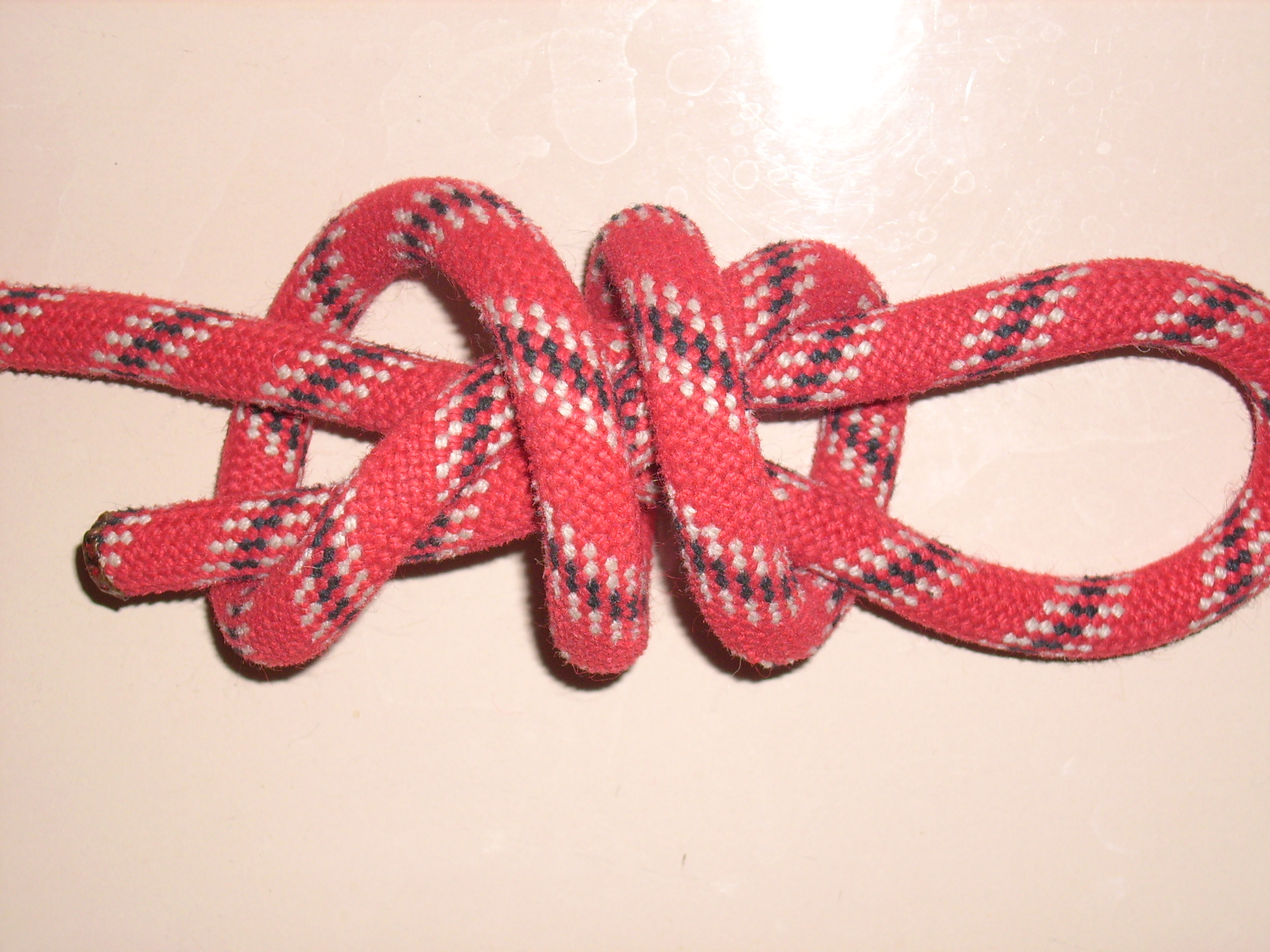
Ende durchstecken
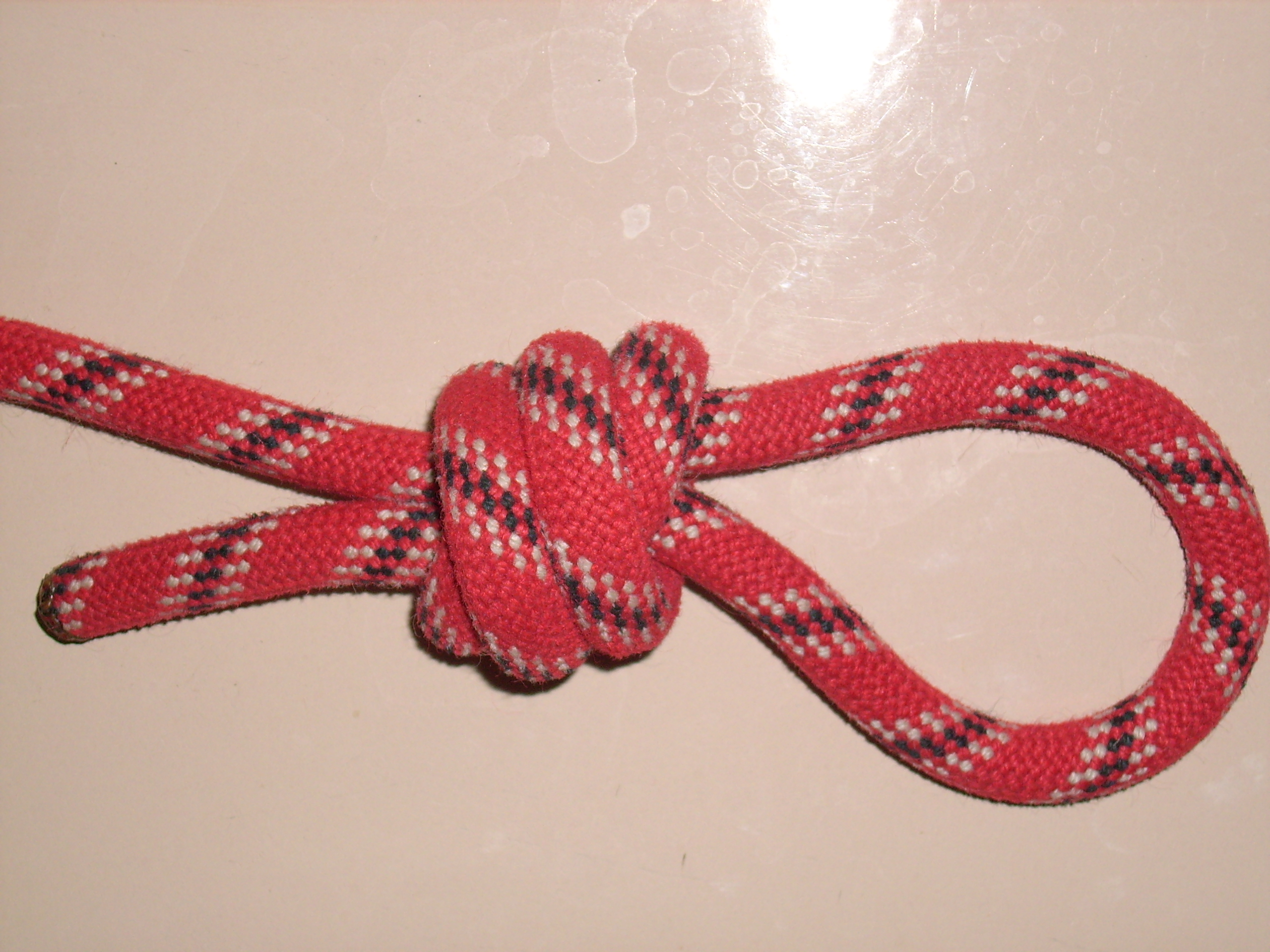
Festziehen
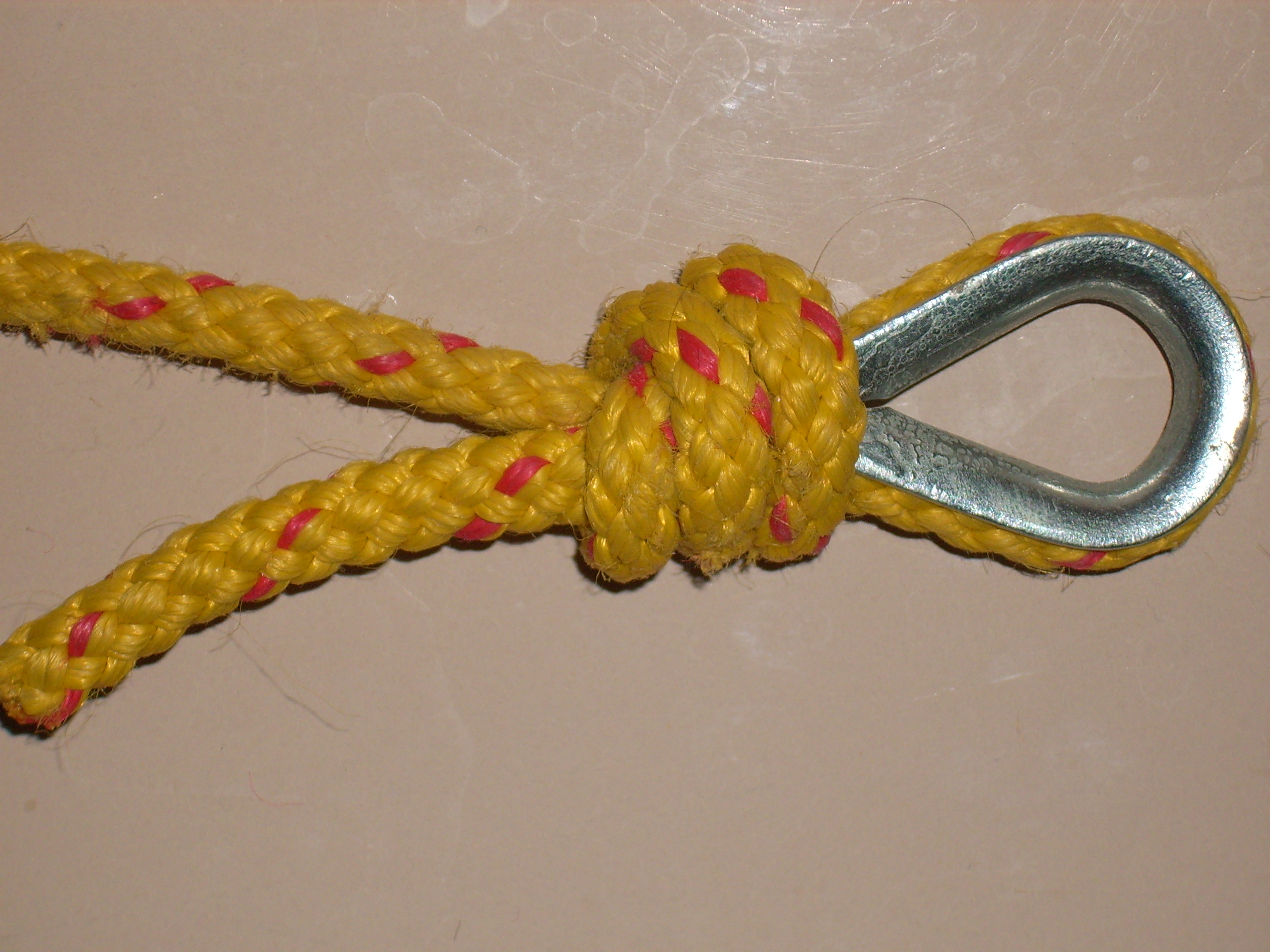
Kausch fest

## Alternativen
- Die Kausch kann auch mit einem Augspleiß eingespleißt werden.

## Abwandlungen
- Der Galgenknoten (Ashley Nr.  1121) ist im Grunde derselbe Knoten wie der obige Schaffotknoten, wird aber auf eine andere Weise geknüpft.
- Mit einem nur Doppelten Überhandknoten entsteht der Höhlenknoten.
- Beim Wurfknoten wird am Schluss das Ende nicht durch die Törns, sondern in die Bucht gesteckt.
- Gleiche Funktion wie der Henkersknoten.